# Armes de destruction massive en France

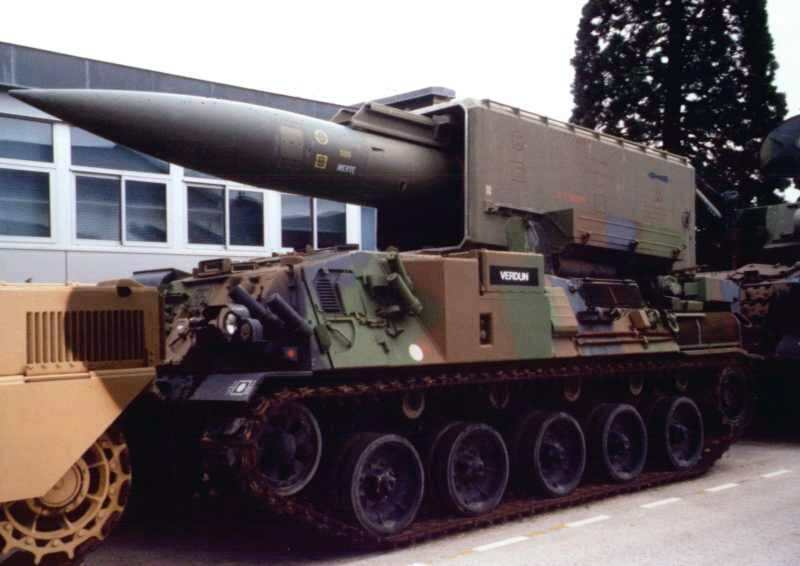
Lanceur de missile Pluton.

La France est l'un des cinq « États dotés d'armes nucléaires » en vertu du Traité sur la non-prolifération des armes nucléaires, mais elle n'est pas connue pour posséder ou développer des armes chimiques ou biologiques ,. La France a été le quatrième pays à tester une arme nucléaire développée indépendamment, en 1960, sous le gouvernement de Charles de Gaulle. On estime, en 2023, que l'armée française dispose actuellement d'un stock d'armes de 290  ogives nucléaires opérationnelles (déployées), ce qui en fait le troisième plus grand au monde, en termes d'ogives et non en mégatonnes. Ces armes font partie de la Force de frappe nationale, développée à la fin des années 1950 et 1960 pour permettre à la France de se distancer de l'OTAN tout en disposant d'un moyen de dissuasion nucléaire sous contrôle souverain.
La France n'a pas signé le Traité d'interdiction partielle des essais nucléaires, qui lui donnait la possibilité de procéder à d'autres essais nucléaires, jusqu'à ce qu'elle signe et ratifie le Traité d'interdiction complète des essais nucléaires en 1996 et 1998 respectivement. La France nie posséder actuellement des armes chimiques, a ratifié la Convention sur les armes chimiques (CAC) en 1995 et a adhéré à la Convention sur les armes biologiques (CAC) en 1984. La France a également ratifié le Protocole de Genève en 1926.

## Histoire
La France a été l'un des pionniers du nucléaire, grâce aux travaux de Marie Skłodowska Curie et de Henri Becquerel. Le dernier assistant de Curie, Bertrand Goldschmidt, est devenu le père du programme d'armement nucléaire français.[pas clair] Le professeur français Frédéric Joliot-Curie, haut-commissaire à l'énergie atomique, a déclaré au New York Herald Tribune que le rapport Smyth de 1945 omettait à tort les contributions de scientifiques français.
Après la Seconde Guerre mondiale, l'ancienne position de leader de la France a beaucoup souffert de l'instabilité de la Quatrième République et du manque de financements disponibles. Pendant la Seconde Guerre mondiale, Goldschmidt a inventé la méthode d'extraction du plutonium , aujourd'hui standard, alors qu'il faisait partie de l'équipe anglo-canadienne participant au projet Manhattan. Mais après la Libération en 1945, la France a dû démarrer son propre programme presque à partir de zéro. Néanmoins, le premier réacteur français est devenu critique en 1948 et de petites quantités de plutonium ont été extraites en 1949. Il n'y avait pas d'engagement formel envers un programme d'armes nucléaires à cette époque, bien que des plans aient été faits pour construire des réacteurs pour la production à grande échelle de plutonium. Francis Perrin, haut-commissaire français à l'énergie atomique de 1951 à 1970, a déclaré qu'à partir de 1949, des scientifiques israéliens ont été invités au centre de recherche nucléaire de Saclay, cette coopération conduisant à un effort commun comprenant le partage des connaissances entre les scientifiques français et israéliens, en particulier ceux qui avaient des connaissances du projet Manhattan,,, les Français pensaient que la coopération avec Israël pourrait leur donner accès aux scientifiques nucléaires juifs internationaux . Selon le lieutenant-colonel Warner D. Farr dans un rapport au Centre de contre-prolifération de l'USAF, alors que la France était auparavant un leader dans la recherche nucléaire, "Israël et la France étaient à un niveau d'expertise similaire après la guerre, et les scientifiques israéliens pouvaient apporter des contributions significatives à l'effort français. Les progrès de la science et de la technologie nucléaires en France et en Israël sont restés étroitement liés tout au long du début des années 1950. Selon Farr, les scientifiques israéliens ont probablement aidé à construire le réacteur de production de plutonium G-1 et l'usine de retraitement UP-1 à Marcoule ." 
Cependant, dans les années 1950, un programme de recherche nucléaire civil a été lancé, dont un sous-produit serait le plutonium. En 1956, un comité secret pour les applications militaires de l'énergie atomique est formé et un programme de développement de vecteurs est lancé. L'intervention des États-Unis dans la crise de Suez cette année-là est créditée d'avoir convaincu la France qu'elle devait accélérer son propre programme d'armes nucléaires pour rester une puissance mondiale. Dans le cadre de leur alliance militaire pendant la crise de Suez en 1956, les français ont accepté de construire secrètement le réacteur nucléaire de Dimona en Israël et, peu après, de construire une usine de retraitement pour l'extraction du plutonium sur le site. En 1957, peu après la crise de Suez et les tensions diplomatiques qui en résultent avec l'Union soviétique et les États-Unis, le président français René Coty a décidé la création du CSEM dans le Sahara français de l'époque, une nouvelle installation d'essais nucléaires remplaçant le CIEES
En 1957, Euratom a été créé et, sous couvert de l'utilisation pacifique de l'énergie nucléaire, les Français ont signé des accords avec l'Allemagne et l'Italie pour travailler ensemble au développement d'armes nucléaires . Le chancelier allemand Konrad Adenauer a déclaré à son cabinet qu'il "voulait réaliser, par le biais d'EURATOM, aussi rapidement que possible, la possibilité de produire nos propres armes nucléaires" . L'idée n'a pas duré longtemps. En 1958, de Gaulle devient président et l'Allemagne et l'Italie sont exclues[réf. nécessaire]
Avec le retour de Charles de Gaulle à la présidence de la France au milieu de la crise de mai 1958, les décisions finales pour construire une bombe atomique ont été prises, et un essai réussi a eu lieu en 1960 avec des scientifiques israéliens comme observateurs des essais et un accès illimité aux données scientifiques . Après les essais, de Gaulle s'est empressé de distancer le programme français de toute implication avec celui d'Israël . Depuis lors, la France a développé et maintenu sa propre dissuasion nucléaire, destinée à défendre la France même si les États-Unis refusaient de risquer leurs propres villes en aidant l'Europe occidentale dans une guerre nucléaire.
Les États-Unis ont commencé à fournir une assistance technique au programme français au début des années 1970 et tout au long des années 1980. Cette aide était secrète, contrairement aux relations avec le programme nucléaire britannique. L'administration Nixon, contrairement aux présidences précédentes, ne s'opposait pas à la possession d'armes atomiques par ses alliés et pensait que les Soviétiques trouveraient plus difficile d'avoir plusieurs adversaires occidentaux dotés de l'arme nucléaire. La loi sur l'énergie atomique de 1946 interdisant le partage d'informations sur la conception des armes nucléaires, une méthode connue sous le nom de "guidage négatif" ou "Vingt questions" a été utilisée ; les scientifiques français décrivaient à leurs homologues américains leurs recherches, et on leur disait si elles étaient correctes. Les domaines dans lesquels les Français ont reçu de l'aide comprenaient le mirvage, le durcissement aux radiations, la conception de missiles, le renseignement sur les défenses antimissiles soviétiques et la technologie informatique de pointe. Comme le programme français attirait "les meilleurs cerveaux" de la nation, les États-Unis bénéficiaient également des recherches françaises. La relation a également amélioré les liens militaires entre les deux nations ; malgré son départ de la structure de commandement de l'OTAN en 1966, la France a élaboré deux plans de ciblage nucléaire distincts, l'un "national" pour le rôle de la Force de Frappe en tant que force de dissuasion uniquement française, et l'autre coordonné avec l'OTAN
La France aurait testé des bombes à neutrons ou à rayonnement amélioré dans le passé, et qu'elle ait pris la tête du peloton avec un essai précoce de la technologie en 1967  et une bombe à neutrons "réelle" en 1980